# تينغو

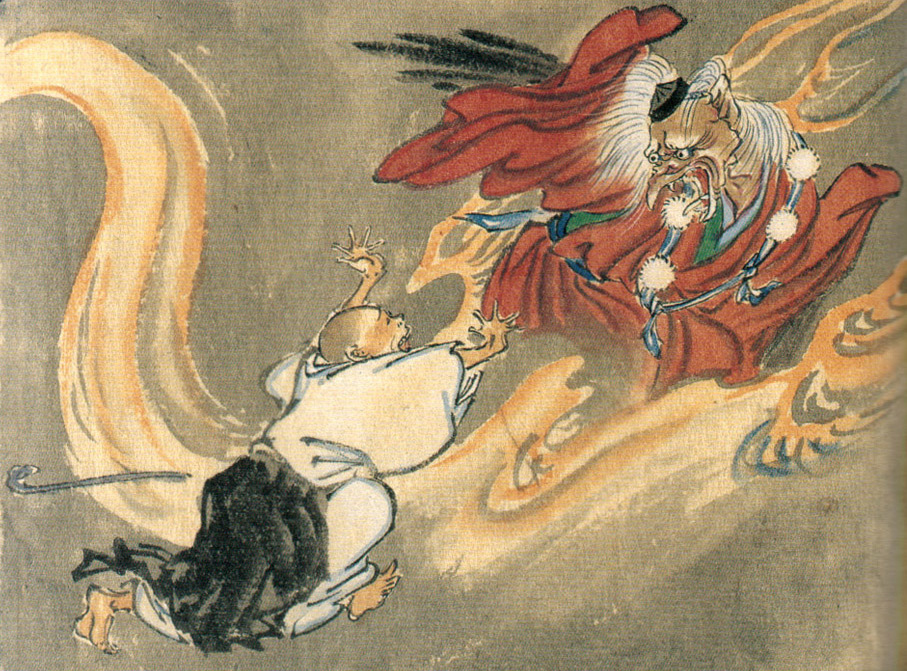
لوحة تصور تينغو وراهب بوذي.

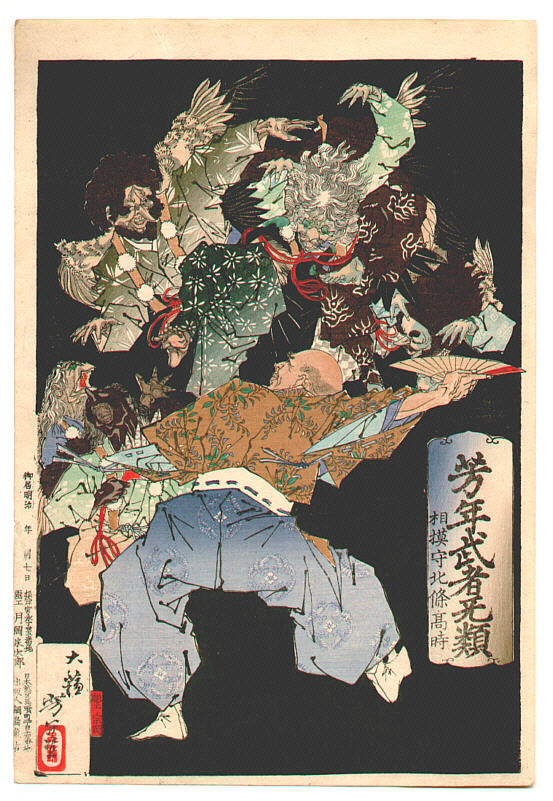
هوجو توكيمونه حاكم اليابان الذي هزم المغول يصارع تينغو.

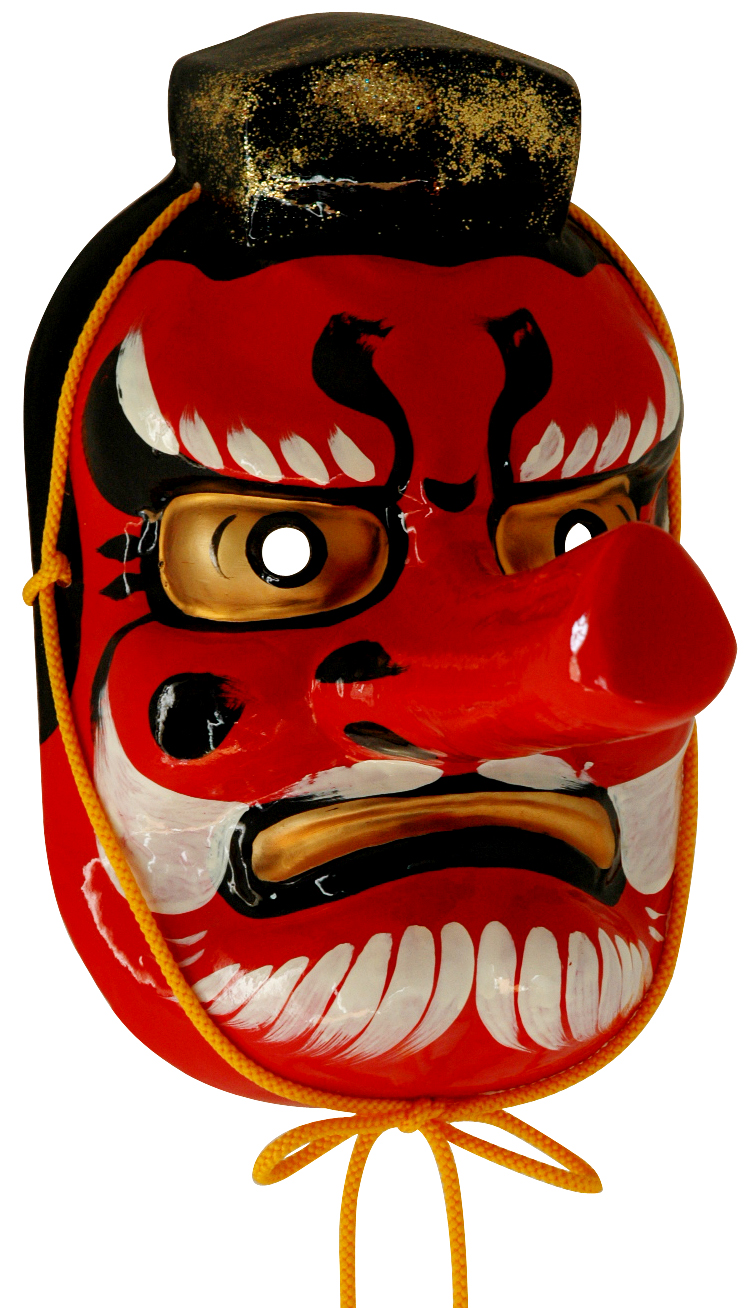
قناع تينغو

تينغو أو تينغُ (باليابانية: 天狗) وتعني «الكلب السماوي» هي مخلوقات أسطورية موجودة في الفلكلور الياباني والفن والمسرح والأدب. تعبد تينغو أحيانًا على أنها كامي في الشنتو. على الرغم من أنها يأخذ شكله من شكل الشيطان في الثقافة الصينية إلا أن يعتقد أن أصلها هو طائر مفترس.